# 싱가포르국제방송
싱가포르국제방송(Radio Singapore International, 중국어: 新加坡国际广播电台, 말레이어: Pandangan dari Singapura, 인도네시아어: Sekilas Pandangan dari Singapura, RSI)은 싱가포르의 국제방송국이었다. 매일 영어 3시간, 중국어 3시간, 말레이어 3시간, 인도네시아어 2시간씩 단파로 방송하였으며, 그밖에 FM방송도 운영하였다.
2008년 7월 31일을 끝으로 방송을 종료하고 폐지되었다.

## 연혁
- 1994년 2월 1일 방송국 공식 개국.
- 2008년 7월 31일 방송 종료, 폐지.

## 방송 언어
- 영어
- 중국어
- 인도네시아어
- 말레이어